# Sharon Zukin
Sharon L. Zukin (Filadelfia, 7 de septiembre de 1946) es una socióloga y profesora universitaria estadounidense especializada en la vida urbana moderna, en la cultura, los medios de comunicación y las artes.

## Biografía
Bachelor of Arts en el College de Brooklyn en 1967, se doctoró en Ciencias Políticas en la Universidad de Columbia en 1979.
Zukin ha sido profesora de Sociología en el College de Brooklyn (1985-2019) y en el programa de doctorado de la Universidad de la Ciudad de Nueva York (CUNY) (1986-2019). En la actualidad (2020) es profesora emérita aunque sigue desarrollando algunos trabajos con alumnos de doctorado. En 2015 fue profesora visitante en la Universidad de Tongji, en 2010 y 2011 también lo fue en la Universidad de Ámsterdam y en 2007 en la Western Sydney University. Sus trabajos de investigación se centran en cómo las ciudades cambian a través de los fenómenos de desindustrialización, gentrificación e inmigración. Es autora, entre otras obras, de Loft Living: Culture and Capital in Urban Change (Johns Hopkins University Press, 1982), Landscapes of Power: From Detroit to Disney World (University of California Press, 1991), The Cultures of Cities (Blackwell, 1995), Point of Purchase: How Shopping Changed American Culture (Routledge, 2004) o Naked City: The Death and Life of Authentic Urban Places (Oxford University Press, 2010).
Zukin ha sido galardonada con varios premios, incluyendo el Jane Jacobs Urban Communication Award por Naked City (2012); el premio Lynd por sus logros profesionales en sociología urbana de la Asociación Estadounidense de Sociología (2007) y el C. Wright Mills Award de la Society for the Study of Social Problems por Landscapes of Power (1991).